# Народний банк Китаю
Не слід плутати з Bank of China, одним із найбільших державних банків КНР.
Народний банк Китаю (кит.: 中国人民银行, англ. People's Bank of China) — центральний банк Китайської Народної Республіки, головний контролюючий орган монетарної та фінансової політики в Китаї. Виступає емісійним інститутом національної валюти КНР — Юаню Женьміньбі (CNY).

## Історія
Народний банк Китаю (НБК) був створений 1 грудня 1948 року, на базі злиття банків Хуабей (Huabei Bank), Бейхай (Beihai Bank) і фермерського банку Сібей (Xibei Farmer Bank). У вересні 1983 року було прийнято рішення про передання НБК функцій Центрального банку. Офіційно він одержав цей статус 18 березня 1995 року. А 27 грудня 2003 року відповідним указом за НБК було закріплено право вирішального слова в питаннях монетарної політики, контролю над фінансовими структурами і роботи, спрямованої на підтримку фінансової стабільності.
У 2002 році Народний банк Китаю виступив ініціатором створення China UnionPay — національної платіжної системи Китаю.

## Функції, структура

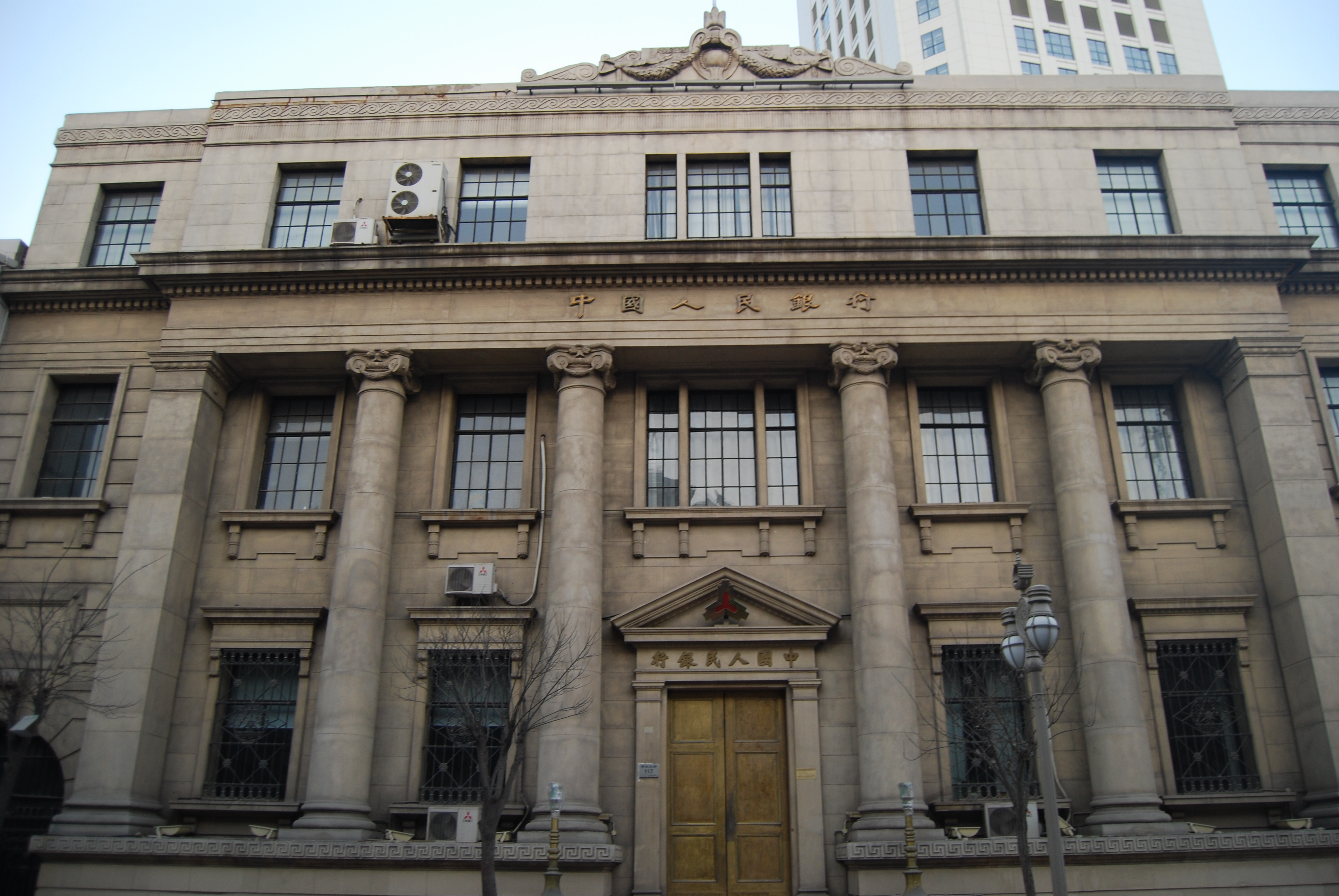
Колишня будівля Народного Банку Китаю у м. Тяньцзінь.

Відповідно до закону КНР про Народний банк Китаю, НБК є центральним банком КНР. Його головний офіс знаходиться в Пекіні. До його функцій входять емісія і регулювання обігу Женьміньбі, контроль над органами і ринками грошового обігу, видання відповідних наказів; збереження, управління і проведення операцій із золотовалютними резервами країни; він управляє державною скарбницею, проводить статистичні й аналітичні дослідження, є представником держави у сфері міжнародного грошового обігу. НБК здійснює свою діяльність під керівництвом Держради КНР, а тому такі питання, як річний ліміт грошового постачання, ставка відсотка, валютний курс тощо, зважуються не раніше, ніж буде отримано схвалення з його боку. Утім проводяться консультації й з інших питань. Звіти про виконану роботу регулярно надаються для розгляду Постійному Комітету Всекитайського зібрання народних представників. Капітал, який знаходиться в НБК, є власністю держави.
На чолі НБК стоїть директор, який висувається на посаду Головою Держради КНР і затверджується Всекитайським зібранням народних представників КНР. У структурі НБК виділяють 18 функціональних департаментів. Для більш ефективного здійснення діяльності створено апарат філій НБК, що здійснює діяльність у конкретному підвідомчому районі і виконує обов'язки з проведення операцій. Філіальний апарат також виконує важливу функцію розподілу національної валюти Китаю з емісійного фонду.
НБК встановлює норму резервного фонду, після чого приймає від фінансових організацій відрахування відповідно до затверджених вимог. Він виступає як кредитор комерційних банків, здійснює операції з державними й урядовими облігаціями, з валютою. НБК керує Державним сховищем, а також за отриманим від Фінансового відділу Держради дорученням може проводити розрахунки готівкою по державних боргах. Як головний банк Китаю, НБК може виконувати посередницькі операції між різними фінансовими організаціями, контролювати систему взаєморозрахунків. При всій повноті здійснюваних функцій тільки після відповідної постанови Держради КНР НБК може кредитувати заздалегідь обговорені нефінансові організації. В інших випадках кредитування нефінансових структур, приватних осіб і організацій, різних рівнів урядових органів і місцевих урядів заборонено.
Іншою важливою функцією НБК є контроль і регулювання діяльності фінансових організацій. Він приймає рішення про створення фінансової структури і про припинення її діяльності. За законом він може здійснювати ревізію банківських вкладів, наданих позичок, "поганих" боргів тощо. За вимогою НБК фінансові організації повинні надавати звіт про виконану роботу. Статистичний аналіз, проведений НБК, є основою для оцінки національними і міжнародними експертами фінансової ситуації в країні. Діяльність щодо удосконалення системи управління і нагляду за державними політичними банками також є прямим обов'язком НБК.

## НБК і Україна
26 червня 2012 року між Національним банком України та Народним банком Китаю була підписана двостороння угода про валютний своп для валют гривня / китайський юань. Дана угода принесе покращення платіжно-розрахункових відносин між українськими та китайськими компаніями, збільшення обсягів двосторонньої торгівлі й інвестицій між Україною та Китайською Народною Республікою.